# (38237) Roche
(38237) Roche  es un asteroide perteneciente al cinturón de asteroides, descubierto el 16 de julio de 1999 por el equipo del Observatorio de Pises desde el propio observatorio, situado en Francia.

## Designación y nombre
Roche se designó inicialmente como 1999 OF.
Más adelante fue nombrado en honor al astrónomo francés Édouard Roche (1820-1883).

## Características orbitales
Roche orbita a una distancia media del Sol de 2,3783 ua, pudiendo acercarse hasta 1,9911 ua y alejarse hasta 2,7654 ua. Tiene una excentricidad de 0,1627 y una inclinación orbital de 1,4984° grados. Emplea en completar una órbita alrededor del Sol 1339 días.

## Características físicas
Su magnitud absoluta es 15,7. Tiene 1,766 km de diámetro. Su albedo se estima en 0,271.